# (21440) Elizacollins
(21440) Elizacollins (1998 FB125) – planetoida z grupy pasa głównego asteroid okrążająca Słońce w ciągu 3,4 lat w średniej odległości 2,26 j.a. Odkryta 24 marca 1998 roku.